# Liste der deutschen Botschafter in Sri Lanka
Die Liste der deutschen Botschafter in Sri Lanka enthält die Botschafter der Bundesrepublik Deutschland in Sri Lanka. Sitz der Botschaft ist in Colombo. Die deutsche Vertretung in Sri Lanka wurde am 9. Dezember 1953 als Gesandtschaft gegründet und am 9. Dezember 1958 in eine Botschaft umgewandelt. Der deutsche Botschafter in Colombo ist gleichzeitig für die Malediven akkreditiert.
| Name                 | Amtszeit  | Anmerkung                                      |
| -------------------- | --------- | ---------------------------------------------- |
| Georg Ahrens         | 1953–1956 | Gesandter                                      |
| Theodor Auer         | 1956–1964 | bis 8. Dez. 1958 Gesandter, danach Botschafter |
| Herbert Schwörbel    | 1964–1968 |                                                |
| Franz Josef Hoffmann | 1968–1973 |                                                |
| Hildegunde Feilner   | 1973–1977 |                                                |
| Heribert Wöckel      | 1977–1981 |                                                |
| Gerhard Pfeiffer     | 1981–1986 |                                                |
| Hans Michael Ruyter  | 1986–1989 |                                                |
| Klaus Max Franke     | 1989–1994 |                                                |
| Michael Schmidt      | 1994–1997 |                                                |
| Helmut van Edig      | 1997–2000 |                                                |
| Jürgen Elias         | 2000–2004 |                                                |
| Jürgen Weerth        | 2004–2009 |                                                |
| Jens Plötner         | 2009–2012 |                                                |
| Jürgen Morhard       | 2012–2016 |                                                |
| Jörn Rohde           | 2016–2020 |                                                |
| Holger Seubert       | 2020–2023 |                                                |
| Felix Neumann        | seit 2023 |                                                |